# Rosenholms kommun
Rosenholms kommun var en kommun i Århus amt i Danmark. Den ingår sedan 2007 i Syddjurs kommun. Kommunen hade vid upphörandet drygt 10 000 invånare och en yta på 140,94 km².